# Vanilla seretii
Vanilla seretii ist eine Pflanzenart aus der Gattung Vanille (Vanilla) in der Familie der Orchideen (Orchidaceae). Sie wächst als Kletterpflanze im tropischen Afrika.

## Beschreibung
Vanilla seretii ist eine immergrüne Kletterpflanze, der Spross erreicht 0,5 bis einen Zentimeter Durchmesser. Die Blätter sind lanzettlich, an der Basis leicht abgerundet, der Blattstiel ist einen bis 1,5 Zentimeter lang, nach vorne ist das Blatt lang und spitz ausgezogen. An blühenden Trieben werden die Blätter 13 bis 28 Zentimeter lang und drei bis fünf Zentimeter breit, an nicht blühenden Trieben bleiben die Blätter mit 11 × 2 Zentimeter kleiner.
Der Blütenstand ist zwei bis sieben Zentimeter lang, die Tragblätter sind konkav und etwa 0,5 Zentimeter groß. Blütenstiel und Fruchtknoten messen zusammen etwa vier Zentimeter. Die Blüten sind gelblich, die Lippe ist weiß oder ebenfalls gelb und weist eine rötliche Zeichnung auf. Das dorsale Sepal ist oval, es misst 3,5  Zentimeter Länge bei 1,5 Zentimeter Breite, die seitlichen Sepalen sind länger und schmaler. Die Lippe ist 2,5 bis drei Zentimeter lang, ungelappt oder undeutlich dreilappig, der vordere Rand ist gewellt. Auf der Lippe befindet sich nur eine, selten mehrere, nach hinten gerichtete Erhebungen. Die Säule ist bis zu ihrer Spitze mit der Lippe verwachsen.

## Verbreitung
Vanilla seretii kommt im zentralen Afrika vor: in der Zentralafrikanischen Republik und im Kongo.

## Systematik und botanische Geschichte
Vanilla seretii wurde 1916 von De Wildeman erstmals beschrieben. Die von Portères beschriebene Vanilla tisserantii wird als Synonym betrachtet. Das Epitheton ehrt den Finder der Pflanze F.Seret.
Innerhalb der Gattung Vanilla wird Vanilla seretii in die Untergattung Xanata und dort in die Sektion Tethya, die alle Arten der Paläotropis enthält, eingeordnet. Laut Portères ähnelt Vanilla seretii der ebenfalls in Afrika verbreiteten Vanilla chalotii. Soto Arenas und Cribb bestätigen diese Verwandtschaftsbeziehung und nennen  Vanilla nigerica als weitere verwandte Art.